# Кародано
Кародано (итал. Carrodano) је насеље у Италији у округу Ла Специја, региону Лигурија.
Према процени из 2011. у насељу је живело 545 становника. Насеље се налази на надморској висини од 216 м.

## Становништво
| 1936. | 1951. | 1961. | 1971. | 1981. | 1991. | 2001. | 2011. |
| ----- | ----- | ----- | ----- | ----- | ----- | ----- | ----- |
| 1.188 | 999   | 888   | 724   | 596   | 569   | 545   | 521   |